# Léon Malavialle
Léon Malavialle, né le 29 juillet 1860 à Tuchan (Aude) et mort le 17 juillet 1924 à Montpellier (Hérault), est un homme politique français.

## Biographie
Fils de notaire, il entre à l'école normale supérieure en 1879 et devient agrégé d'histoire-géographie en 1882. Professeur à Pau, à Carcassonne, à Rouen puis à Montpellier, il devient maître de conférences à la faculté de Montpellier en 1898 et le reste jusqu'en 1920, tout étant viticulteur. Il est membre de l'Académie des sciences et lettres de Montpellier, secrétaire général de la société languedocienne de géographie, il collabore à la Revue historique et aux Annales de géographie.
Conseiller général du canton de Tuchan de 1893 à 1919, il est député de l'Aude de 1910 à 1919, siégeant sur les bancs radicaux.

## Sources
- « Léon Malavialle », dans le Dictionnaire des parlementaires français (1889-1940), sous la direction de Jean Jolly, PUF, 1960 [détail de l’édition]